# Woody Creek
Woody Creek är en ort i Pitkin County i delstaten Colorado. Vid 2010 års folkräkning hade Woody Creek 263 invånare.